# Sonic Drive-In
Sonic Corporation, fundada como Sonic Drive-In e mais comumente conhecida como Sonic (ou comumente estilizada como SONIC), é uma cadeia americana de fast food drive-in de propriedade da Inspire Brands, a empresa controladora da Arby's, Dunkin' Donuts e Buffalo Wild Wings. A Sonic, fundada por Troy N. Smith, Sr., abriu seu primeiro estabelecimento em 1953, com o nome de Top Hat Drive-In. Originalmente, uma barraca de chope raíz fora de uma churrascaria com cabana de madeira que vendia refrigerantes, hambúrgueres e cachorros-quentes, a Sonic tem atualmente 3.545 estabelecimentos nos Estados Unidos. A Sonic é conhecida pelo uso de carhops de patins e organiza uma competição anual (na maioria dos locais) para determinar o melhor carhop de patinação da empresa. Os principais produtos da empresa incluem o “Chili Cheese Coney”, o “Sonic Cheeseburger Combo”, o “Sonic Blasts”, o “Master Shakes” e o “Wacky Pack Kids Meals”.

## História
A Sonic foi fundada por Troy N. Smith Sr. e abriu seu primeiro estabelecimento em 1953 com o nome de Top Hat Drive-In. Após a Segunda Guerra Mundial, o fundador da Sonic Drive-In, Troy N. Smith Sr., retornou à sua cidade natal, Seminole, Oklahoma, onde foi contratado como leiteiro. Ele decidiu entregar pão porque o pão é mais leve que o leite. Logo depois, Smith comprou o Cottage Cafe, um pequeno restaurante em Shawnee, Oklahoma. Em seguida, ele o vendeu e abriu um serviço de fast food, o Troy's Pan Full of Chicken, nos arredores da cidade. Em 1953, Smith e um parceiro de negócios compraram uma propriedade de cinco acres com uma cabana de madeira e uma barraca de chope chamada Top Hat.

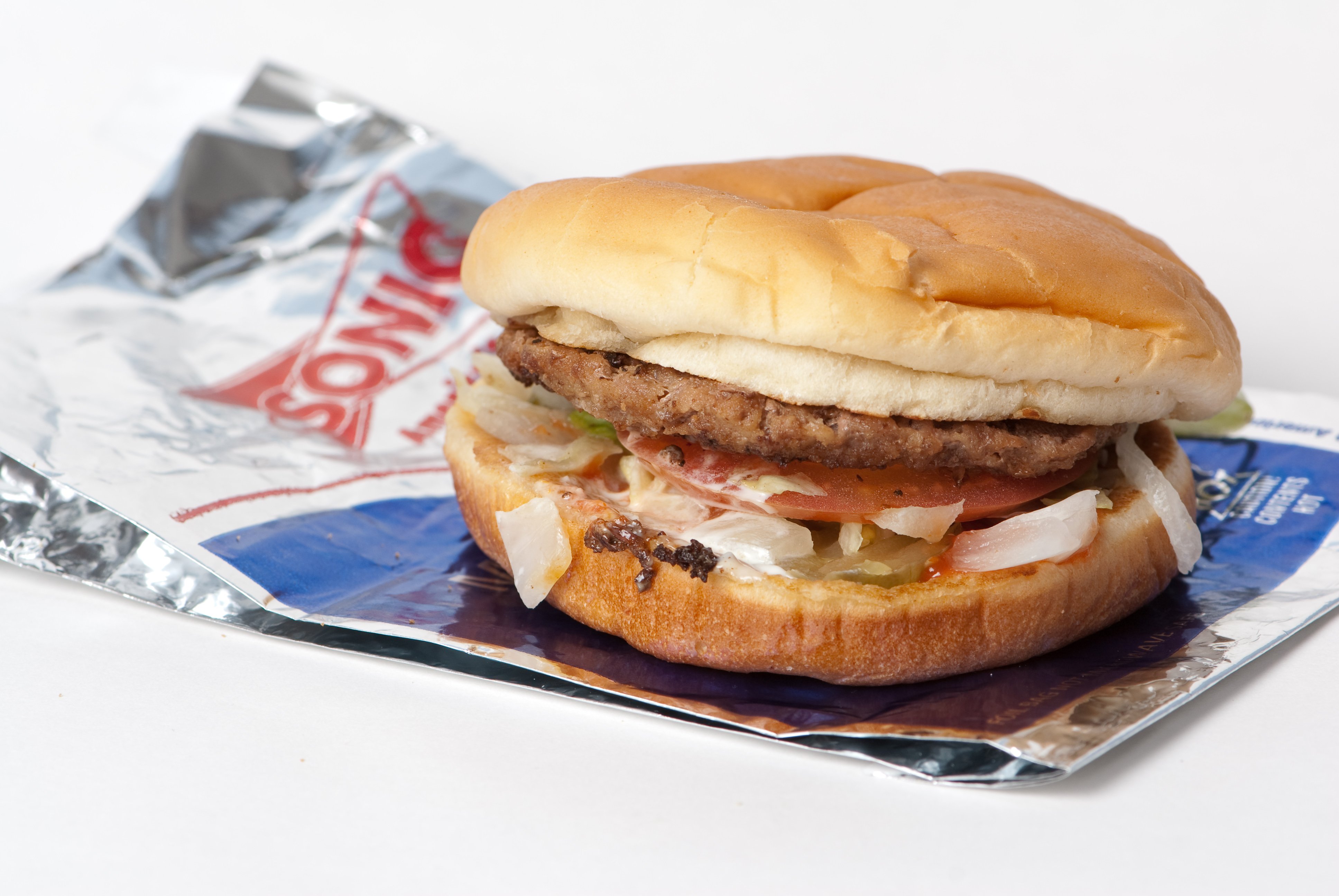
O Junior Deluxe Burger, que é vendido nas lojas Sonic Drive-In.

Os dois continuaram a administrar a barraca de refrigerantes e transformaram a cabana de madeira em um restaurante de carnes. Quando Smith percebeu que a barraca estava gerando uma média de US$ 700 por semana com a venda de chope, hambúrgueres e cachorros-quentes, decidiu se concentrar na barraca de chope raíz, que era mais lucrativa. Ele comprou seu parceiro de negócios. Originalmente, os clientes da Top Hat estacionavam seus carros em algum lugar no estacionamento de cascalho e iam até lá para fazer os pedidos. Na Luisiana, Smith viu um cinema drive-in onde os pedidos eram feitos pelo alto-falante. Ele supôs que poderia aumentar suas vendas controlando os estacionamentos e fazendo com que os clientes fizessem os pedidos de seus carros por meio de alto-falantes e que os carhops entregassem a comida nos carros. Smith pegou vários carros emprestados de um amigo que tinha uma loja de carros usados para criar um plano de estacionamento controlado. Ele também pediu a alguns dos chamados “jukebox boys” que instalassem um sistema de intercomunicação no estacionamento. O volume de negócios triplicou imediatamente.
Charles Woodrow Pappe, um empresário, viu o cinema drive-in de Shawnee e ficou impressionado. Smith e ele negociaram o primeiro local da franquia em Woodward, Oklahoma, com um aperto de mão em 1956. Em 1958, mais dois drive-ins foram construídos, em Enid e Stillwater. Quando Smith e Pappe souberam que o nome Top Hat já estava registrado, eles mudaram o nome para Sonic em 1959. O novo nome combinava com o slogan existente “Service with the Speed of Sound”. Após a mudança de nome, o primeiro letreiro do Sonic foi instalado no Stillwater Top Hat Drive-In. Esse foi o primeiro de três Sonics em Stillwater. O Sonic original com o primeiro letreiro foi demolido e reformado em maio de 2015. Em 2023, havia 3.549 estabelecimentos nos EUA.

## Perfil da empresa

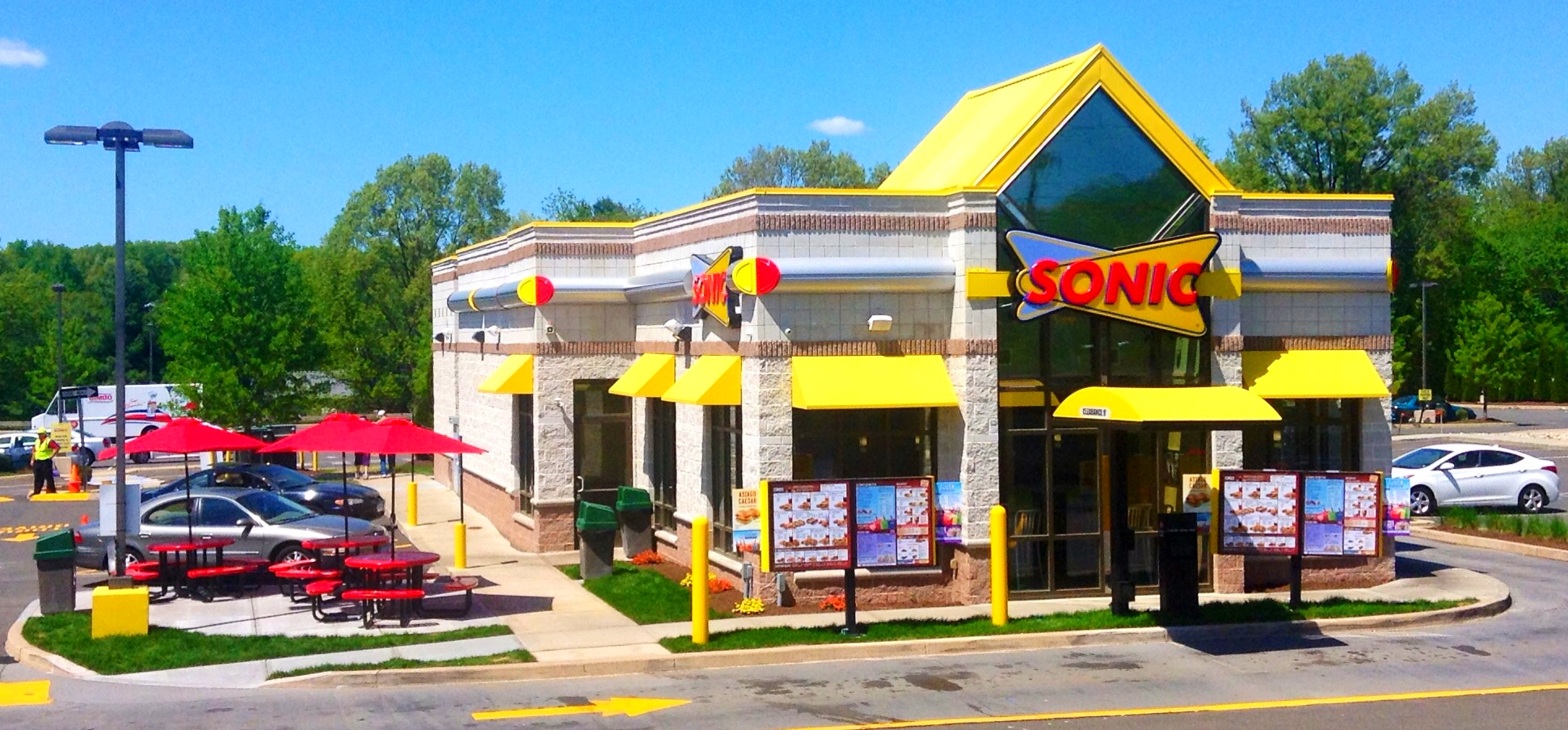
Uma filial do Sonic Drive-In

Embora a Sonic opere desde o início da década de 1950, a Sonic Corp. foi constituída em Delaware em 1990 e tem sua sede corporativa em Oklahoma City; o prédio da sede possui um restaurante Sonic para refeições em um prédio adjacente. Antes de sua aquisição pela Inspire Brands, suas ações eram negociadas na NASDAQ com o símbolo SONC. A maioria dos restaurantes pertence e é operada por franqueados. A receita total de 2016 foi de cerca de US$ 100 milhões, com lucro líquido de US$ 18 milhões.